# جاركو أودوفيشيتش
جاركو أودوفيشيتش (بالصربية: Жарко Удовичић)‏ هو لاعب كرة قدم صربي في مركز الدفاع، ولد في 31 أغسطس 1987 في أوزيتشى في صربيا. لعب مع ليخيا غدانسك وملادوست لوتشاني ونابريداك كروشيفاتس.

## وصلات خارجية
- جاركو أودوفيشيتش على موقع قاعدة بيانات كرة القدم.إي يو (الإنجليزية)
- جاركو أودوفيشيتش على موقع بيانات كرة القدم. دي إي (الألمانية)
- جاركو أودوفيشيتش على موقع Soccerbase.com (لاعب) (الإنجليزية)
- جاركو أودوفيشيتش على موقع Soccerway.com (الإنجليزية)
- جاركو أودوفيشيتش على موقع عالم كرة القدم.نت (الإنجليزية)